# Jens Nilsson
Pour les articles homonymes, voir Nilsson.
Jens Bertil Georg Nilsson, né le 25 septembre 1948 à Västervik (Suède) et mort le 13 mars 2018 à Bruxelles (Belgique), est un homme politique suédois, membre du Parti social-démocrate suédois des travailleurs (SAP).

## Biographie
Bien que n'étant pas élu lors des élections européennes de 2009, Jens Nilsson devient député européen le 1er décembre 2011 à la suite de l'entrée en vigueur du Traité de Lisbonne qui a offert deux sièges supplémentaires à la Suède.
Au Parlement européen, il siège au sein de l'Alliance progressiste des socialistes et démocrates au Parlement européen. Au cours de la 7e législature, il est membre de la commission du développement régional
Il obtient un second mandat lors des élections européennes de 2014.